# تاج ستاره‌ای

در یک خورشیدگرفتگی کامل، تاج خورشیدی و برجستگی خورشیدی را می‌توان با چشم غیرمسلح دید.

تاج ستاره‌ای (به انگلیسی: Stellar corona) به بیرونی‌ترین لایه جو یک ستاره گفته می‌شود که از پلاسما تشکیل شده است.
تاج خورشید بر روی فام‌سپهر کشیده شده و میلیون‌ها کیلومتر در فضای پیرامونی آن گسترش یافته است. هنگام خورشیدگرفتگی کامل، بهترین و آسان‌ترین زمان دیدن تاج خورشیدی است ولی این تاج را با استفاده از یک تاج‌نگار نیز می‌توان مشاهده کرد.
ابزارها و تجهیزات طیف‌بینی، یونش شدید و دمای پلاسمای بالاتر از ۱ میلیون درجه کلوین در تاج خورشیدی را نشان می‌دهند که این دما بسیار بیشتر از سطح خورشید است که به‌نام نورسپهر شناخته می‌شود.
واژه "corona" برابر لاتین 'crown' به معنای تاج است که برگرفته از κορώνη در یونانی باستان به معنای حلقه‌گل یا تاج‌گل است.